# Wirtschaftskommission für Afrika

Logo

Die Wirtschaftskommission für Afrika der Vereinten Nationen (englisch: Economic Commission for Africa, abgekürzt UN/ECA oder ECA) wurde am 29. April 1958 gegründet.
Diese ist eine der fünf regionalen Kommissionen unter der Leitung der Vereinten Nationen. Als regionaler Arm der UN in Afrika mit Sitz in Addis Abeba (Äthiopien) hat die Wirtschaftskommission für Afrika die Aufgabe, die ökonomische und soziale Entwicklung ihrer 53 Mitgliedsstaaten sowie die regionale Integration voranzutreiben. Ferner wirbt die Wirtschaftskommission für Afrika für internationale Unterstützung für die Entwicklung Afrikas. Berichte der Wirtschaftskommission für Afrika werden an den UN-Wirtschafts- und Sozialrat (ECOSOC) gesendet.

## ECA-Mitgliedsstaaten
Die Wirtschaftskommission für Afrika zählt 54 Mitgliedsstaaten.
- Ägypten
- Algerien
- Angola
- Äquatorialguinea
- Äthiopien
- Benin
- Botswana
- Burkina Faso
- Burundi
- Dschibuti
- Elfenbeinküste
- Eritrea
- Eswatini
- Gabun
- Gambia
- Ghana
- Guinea
- Guinea-Bissau
- Kamerun
- Kap Verde
- Kenia
- Komoren
- Demokratische Republik Kongo
- Republik Kongo
- Lesotho
- Liberia
- Libyen
- Malawi
- Mali
- Marokko
- Mauretanien
- Mauritius
- Mosambik
- Madagaskar
- Namibia
- Niger
- Nigeria
- Ruanda
- Sambia
- São Tomé und Príncipe
- Senegal
- Seychellen
- Sierra Leone
- Simbabwe
- Somalia
- Südafrika
- Sudan
- Südsudan
- Tansania
- Togo
- Tschad
- Tunesien
- Uganda
- Zentralafrikanische Republik

Als Amtssprachen in Afrika werden von der UN Englisch, Französisch und Arabisch verwendet.

## Vorstandssekretäre
Seit 1959 hatte die Wirtschaftskommission Stand Juli 2025 zehn verschiedene Vorstandssekretäre (Executive Secretaries):
| Bild                   | Name                  | Land          | Zeitraum       |
| ---------------------- | --------------------- | ------------- | -------------- |
|                        | Claver Gatete         | Ruanda        | 2023 – aktuell |
| Vera Songwe (2020)     | Vera Songwe           | Kamerun       | 2017–2022      |
| Carlos Lopes (2017)    | Carlos Lopes          | Guinea-Bissau | 2012–2016      |
| Abdoulie Janneh (2009) | Abdoulie Janneh       | Gambia        | 2005–2012      |
|                        | K. Y. Amoako          | Ghana         | 1995–2005      |
|                        | Layashi Yaker         | Algerien      | 1992–1995      |
|                        | Issa Diallo           | Guinea        | 1991–1992      |
| Adebayo Adedeji (1986) | Adebayo Adedeji       | Nigeria       | 1975–1991      |
|                        | Robert K. A. Gardiner | Ghana         | 1961–1975      |
|                        | Mekki Abbas           | Sudan         | 1959–1961      |

## Belege
1. ↑  ECA comming to Birth. In: uneca.org. Abgerufen am 21. Juli 2025 (englisch).
2. ↑  From ideas to actions for a better Africa. In: uneca.org. Abgerufen am 21. Juli 2027 (englisch).
3. ↑  Executive Secretary. In: uneca.org. Abgerufen am 21. Juli 2025 (englisch).
4. ↑  Former Executive Secretaries. In: uneca.org. Abgerufen am 21. Juli 2025 (englisch).

Koordinaten: 9° 0′ 53″ N, 38° 45′ 52″ O